# جاده ئی۷۷۲ اروپا
جاده ئی۷۷۲ اروپا (به انگلیسی: European route E772) یکی از جاده‌های درجه ۲ قاره اروپا است.
این جاده که در کشور بلغارستان قرار دارد از شهر یابلانیتسا شروع شده و در شهر شومن به پایان می‌رسد.